# Ostródzki
Ostródzki là một huyện thuộc tỉnh Warmińsko-Mazurskie của Ba Lan. Huyện có diện tích 1766 km². Đến ngày 1 tháng 1 năm 2011, dân số của huyện là 104411 người và mật độ 59 người/km².